# Lilla Rösjön
Lilla Rösjön är en sjö i Flens kommun i Södermanland och ingår i Nyköpingsåns huvudavrinningsområde.